# Dictyochales
Dictyochales (por vezes referidos como Silicoflagellata, silicoflagelados ou Dictyochophyceae sensu stricto) é um pequeno grupo de microalgas unicelulares heteroconte, com ocorrência mais comum entre o fitoplâncton dos oceanos. As designações «Dictyochophyceae» e «silicoflagelados» são frequentemente consideradas sinónimos taxonómicos. O grupo é normalmente considerado ao nível taxonómico de ordem, constituindo neste caso um táxon monotípico tendo Dictyochaceae como única família.

## Descrição
O grupo é geralmente considerado ao nível taxonómico de ordem, designado por Dictyochales pelos botânicose Silicoflagellida pelos zoólogos. Quando considerados entre as algas, estes organismos integravam a classe Dictyochophyceae (eram anteriormente classificados entre as Chrysophyceae).
Na sua presente circunscrição taxonómica, apenas se conhece bem um género extante, o género Dictyocha, com uma espécie consensualmente reconhecida. São conhecidos vários géneros extintos, de classificação difícil dado que os esqueletos podem apresentar diversas formas dentro de cada espécie viva.
Numa das etapas do seu ciclo de vida, estes organismo produzem um esqueleto silicioso, composto por uma rede de barras e espigões dispostos para formar uma estrutura interna. Estes formam um pequeno componente de sedimentos marinhos e são conhecidos através da presença de microfósseis no registo fóssil desde o princípio do Cretáceo.
O género extante Dictyocha caracteriza-se pela presença de um cloroplasto de coloração castanho-dourado e um longo flagelo que se estende numa forma semelhante a uma asa. O estágio do ciclo de vida em que aparece o esqueleto silicioso é uninucleado, com muitas projecções suportadas por microtúbulos. Ao longo do ciclo de vida ocorrem outros estágios uninucleados e micronucleados sem produção de esqueleto silicioso, mas a forma como estas fases se relacionam é pouco entendida. A estrutura celular coloca os silicoflagelados num grupo, aparentemente parafilético, designado por axodinos.

## Taxonomia e sistemática
A taxonomia do agrupamento Dictyochaceae é um tanto confusa, uma vez que numerosas espécies foram recentemente colocadas em novos géneros ou os nomes genéricos tradicionalmente usados foram substituídos. Aparentemente, existem várias espécies anteriormente desconhecidas. Até agora, outras espécies são conhecidas apenas a partir de amostras de sequências de DNA ambiental, mas o organismo associado ainda não foi descoberto. Consensualmente, apenas algumas espécies são conhecidas em três géneros:
- Família Dictyochaceae
  - Género Dictyocha Ehrenberg
    - Dictyocha fibula Ehrenberg

  - Género Octacis Schiller
    - Octacis octonaria Hovasse
    - Octacis speculum (Ehrenberg) F.H. Chang, J.M. Grieve & J.E. Sutherland (sinónimo: Dictyocha speculum, Distephanus speculum)

  - Género Viciticus F.H.Chang
    - Vicicitus globosus (Y.Hara & Chihara) F.H.Chang